# قطعنامه ۱۸۷۴ شورای امنیت
قطعنامه ۱۸۷۴ شورای امنیت سازمان ملل متحد که در تاریخ ۱۲ ژوئن ۲۰۰۹ پس از دومین آزمایش هسته‌ای کره شمالی تصویب شد، سندی بین‌المللی دربارهٔ منع گسترش جمهوری دموکراتیک خلق کره است. این قطعنامه طی نشست ۶۱۴۱ام با ۱۵ رای موافق، ۰ مخالف و ۰ ممتنع تصویب شد.